# 白鬚東アパート

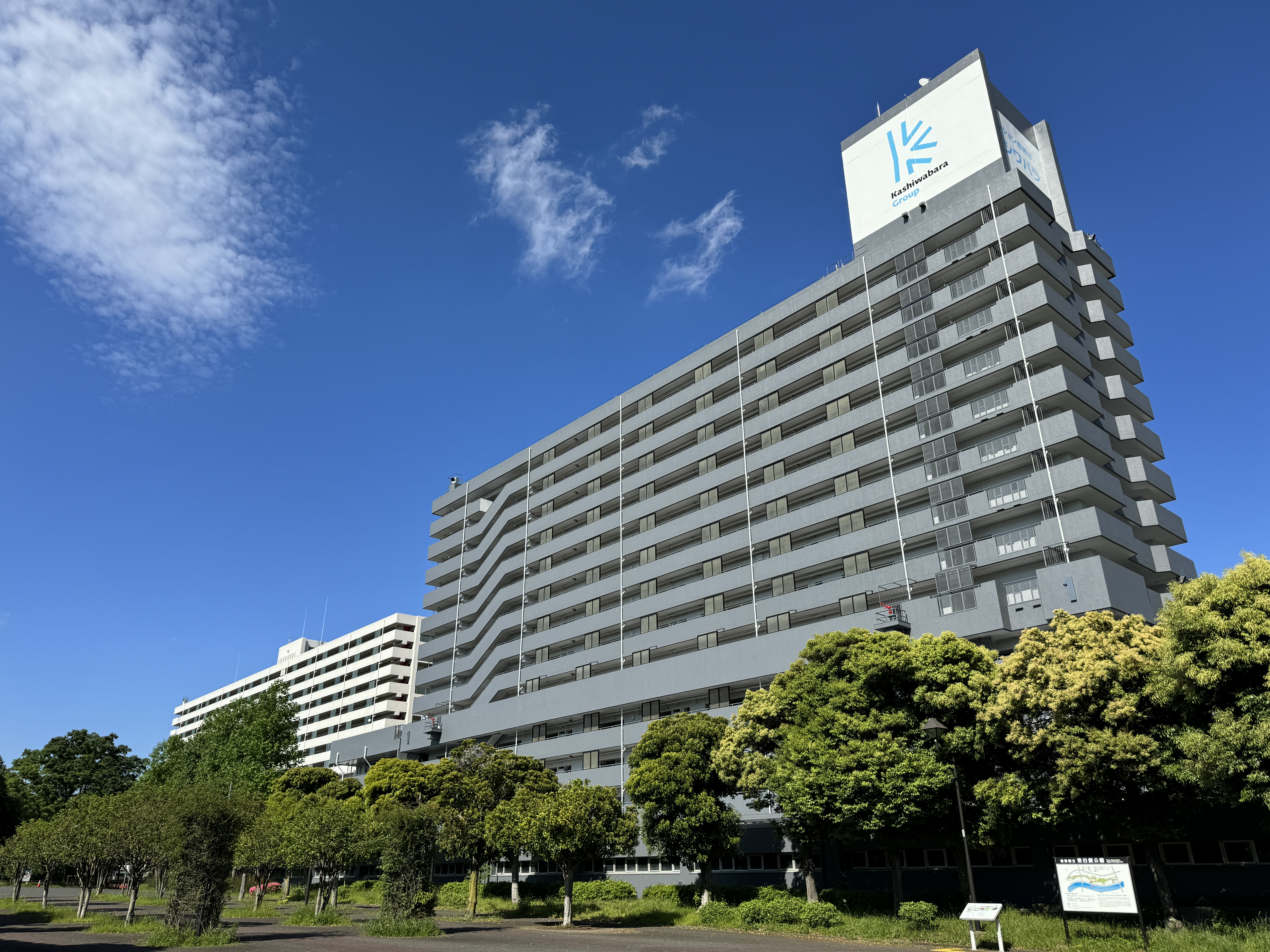
白鬚東アパート（2024年）

白鬚東アパート（しらひげひがしアパート）は、東京都墨田区堤通にある住宅団地。東京都住宅供給公社分譲の1号棟（東白鬚第一マンション）、都営白鬚東アパート（2 - 11・15 - 18号棟）と駐車場である12号棟、防災備蓄庫である13・14号棟の計18棟からなる。東白鬚公園と一体的に墨田区西部の防災拠点として整備された経緯がある。

## 沿革
墨田区北部は、1923年に発生した関東大震災後に木造住宅が密集し始め、再び関東大震災級の震災が起こった際に、約4万人が犠牲となった旧本所区の陸軍被服廠のような火災旋風に見舞われる懸念があった。戦後も1948年（昭和23年）に福井地震、1964年（昭和39年）に新潟地震という都市直下型地震が発生し、防災対策の機運が高まっていた。
そこで、1969年（昭和44年）に東京都は江東防災6拠点構想（ほか大島小松川公園・白髭西地区が完成）を策定し、災害に強い街づくりを推進する方針を固めた。当地区は「白鬚東地区防災拠点」として1962年（昭和37年）に操業を停止した鐘淵紡績東京工場跡地を東京都が買収、再開発が計画された。
1972年（昭和47年）9月に白鬚東地区再開発事業として都市計画決定され、1975年（昭和50年）に着工、1982年（昭和57年）3月に完成した。施行面積は約27.6ヘクタール。

## 構造

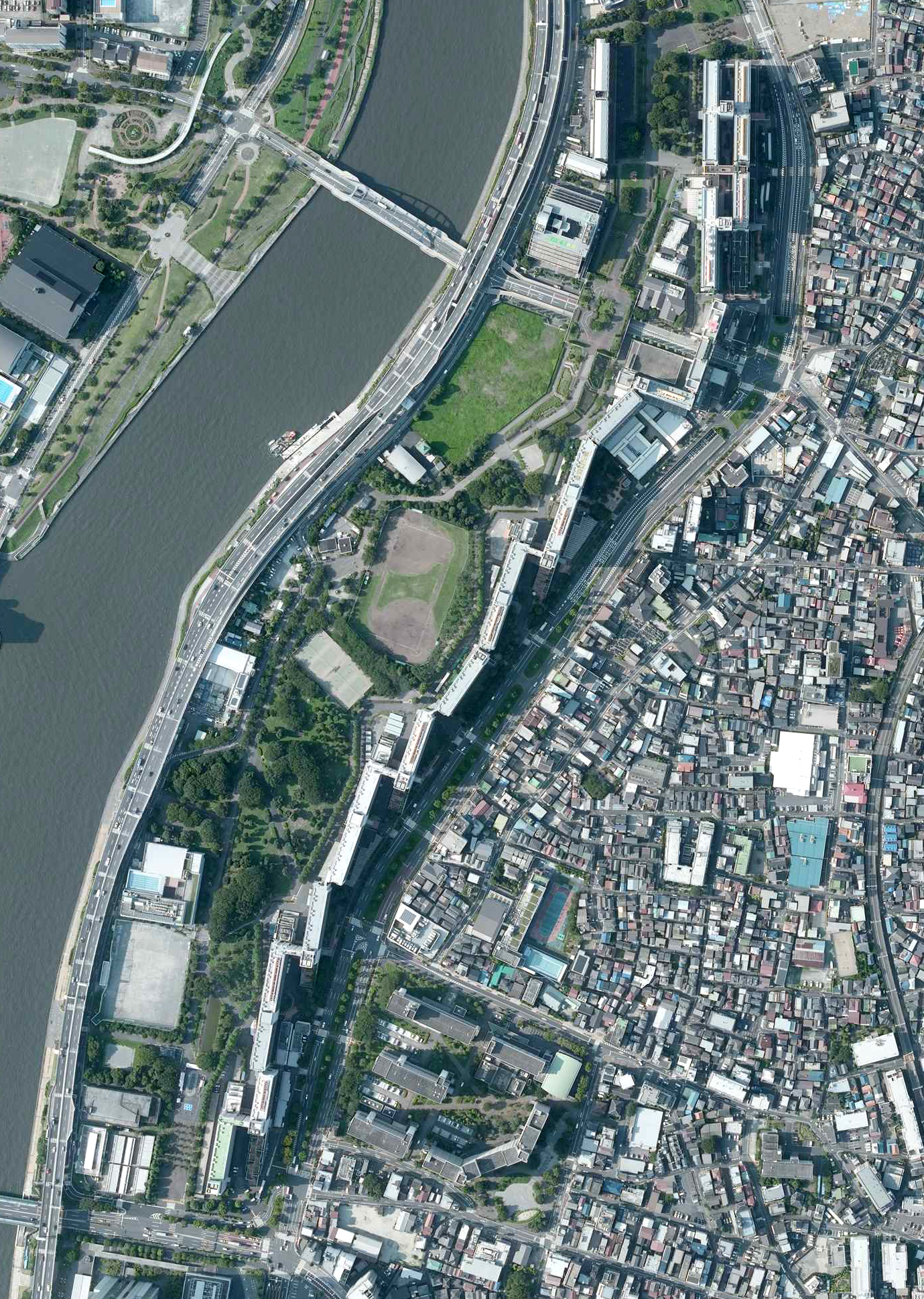
白髭東アパート周辺の空中写真（2019年8月3日撮影）

高さ40 mの高層団地を1.2 kmにわたって配置しており、ドミノ式に建てられた大規模団地は存在するが、1 km以上一列に並んだ長大団地は日本国内でも類を見ない。1棟ずつずらした配置となっており、棟と棟の間は完全にはつながっておらず、地震の揺れに耐えられるエキスパンションジョイントで棟と棟と接続している。上空からの写真では蛇のような形と形容されることもある。
縦に長い団地は、防火壁の役割を持っており、密集地からの火災を食い止める効果が期待されている。また、団地の5階部分には墨堤通りに向けて放水銃が設置されており、延焼を食い止める工夫がなされている。そのほか随所に防災拠点としての設備があり、13号・14号棟はまるごと防災備蓄庫になっている。
団地には災害時に閉鎖する防災ゲートが5つ設けられており、北から順に鐘淵門、梅若門、水神門、寺島門、白鬚橋門と名付けられている。
バルコニー側（墨堤通り側）には大火に耐えられるよう防火シャッターが装備されており、団地屋上にはオレンジ色の巨大な水タンクが設置され、火災時にシャッターに散水するための水が蓄えられている。
同時に隅田川沿いに防災機能を有した東白鬚公園が団地に寄り添うように整備され、災害時には約8万人を収容するように設計された。

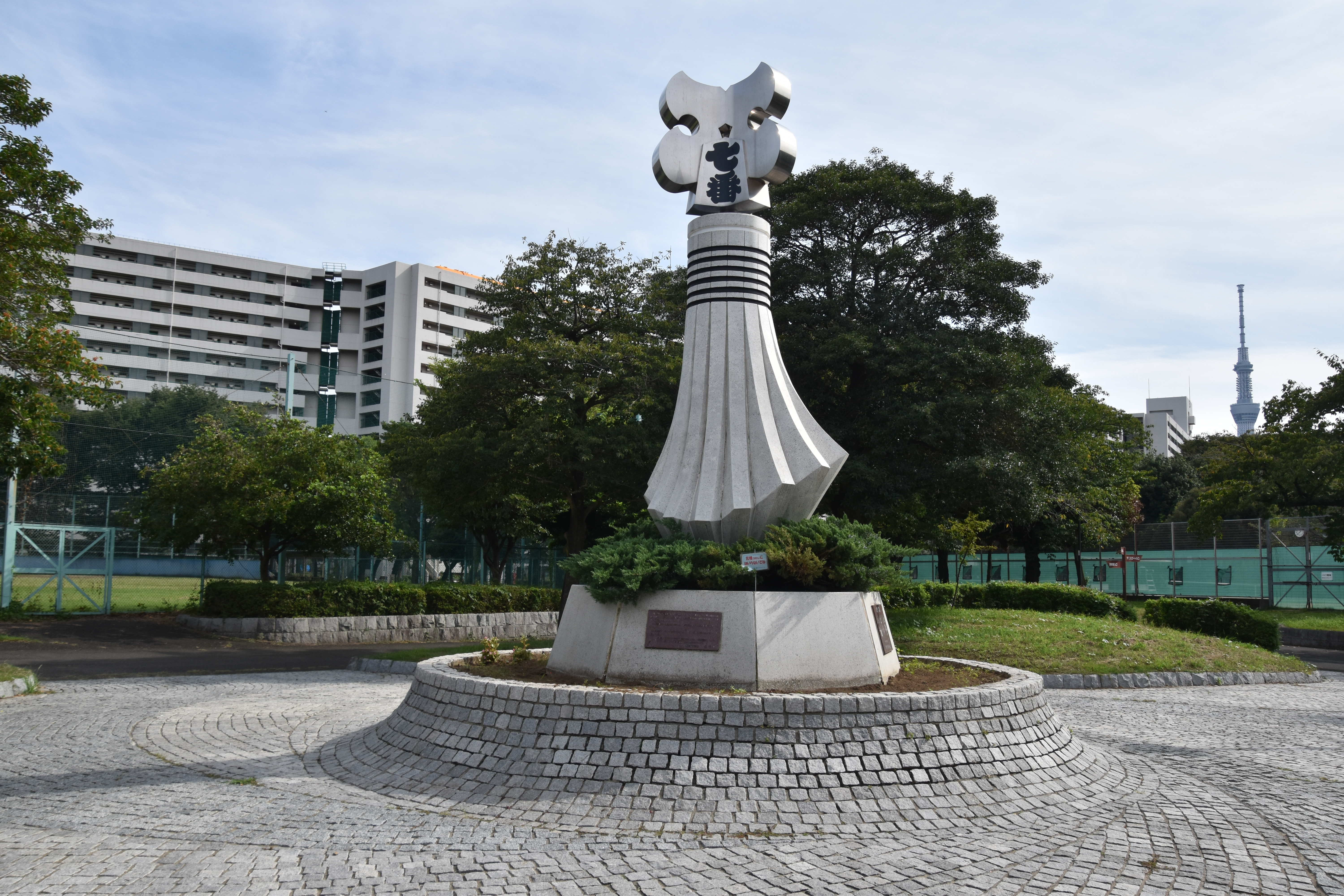
纏のモニュメント

延焼しにくい常緑広葉樹が植えられており「防災樹」と命名されている。公園中央部には火消の象徴である纏のモニュメントが置かれている。

## 地区詳細
都営団地部分1,607戸、東京都住宅供給公社分譲部分256戸。計画人口は約6,500人。
- 1号棟：東京都住宅供給公社の分譲棟「東白鬚第一マンション」1号棟。鹿島建設施工。102戸、13階建て。
- 2号棟 - 9号棟：都営白鬚東アパート。
- 10号棟：「東白鬚第二マンション」10号棟とも。大成建設施工。13階建て。
- 11号棟：「東白鬚第二マンション」11号棟とも。大成建設施工。13階建て。
- 12号棟：駐車場
- 13号棟・14号棟：防災備蓄庫
- 15号棟 - 18号棟：ツインコリンダー型の4棟。

17号棟の西側には、東京都住宅供給公社の団地「コーシャハイム白鬚東」が1990年に竣工したが、当団地とは接続していないため、白鬚東アパートには含まれない。「コーシャハイム白鬚東」の南側には東京都リハビリテーション病院が開院している。
再開発事業により墨堤通りが拡幅された。また、再開発事業のため立ち退きとなった町工場は、1号棟の西側の「白鬚東共同利用工場」へ集団移転した。
防災拠点事業では、年代をずらして隅田川対岸の白鬚西地区においても大規模な防災再開発「白鬚西再開発事業」が行われ、汐入公園を含む住宅地造成が行われた。
隅田川神社の参道が敷地内を突き抜けており、神社の鳥居が団地内にある。
なお、墨田区立桜堤中学校、墨田区立鐘淵中学校（廃校後は墨田区総合運動場）は、再開発地区外となっている。